# 彼得·特卡乔夫
彼得·尼基季奇·特卡乔夫（俄语：Пётр Ники́тич Ткачёв；1844年6月29日—1886年1月4日），俄罗斯民粹派作家、评论家和革命理论家，据称他制定了许多革命原则，后来弗拉基米尔·列宁进一步加以发展并付诸行动。尽管特加切夫有时被描述为“第一布尔什维克”，但他在苏联宣传中的地位并不突出。

## 生平
1844年，特卡乔夫出生在一个小贵族家庭。他出生在当时位于普斯科夫省的西维斯托夫村。他的姐姐亚历山德拉-尼基蒂奇娜-安嫩斯卡娅是一名作家。
1861年，入讀圣彼得堡大学，并参加了当年一系列暴力抗议活动。10月11日，他在一次暴乱中被警察逮捕，在喀琅施塔得监狱被关押的几个月里，因参加1861年的学生罢工而被捕后，特卡乔夫后来在彼得保罗要塞里住了幾年。1879年所成立的民意黨就是受到特加喬夫所影響的。
1882年，特卡乔夫病重，在醫院度过了他生命的最后几年。1886年1月4日,在巴黎去世，享年41岁。

## 思想
特卡乔夫赞扬车尔尼雪夫斯基的小说《怎么办》，称其为「运动的福音」。他这样的民粹派反对无限期地等待社会革命，同时也谴责先锋队的造反和恐怖主义，因为他认为这有可能让沙皇政府通过资本主义的发展来稳定自己。只有通过夺取政权建立革命独裁政权，才有可能确保向社会主义过渡的正确政治条件。这将成为列宁革命理论的指导原则。
民粹主义者在把政变、阴谋和恐怖主义换成社会革命之后，在19世纪70年代又回到了雅各宾派的政变、阴谋和恐怖主义的方法。奧蘭多·費吉斯认为，特卡乔夫在涅恰耶夫的雅各宾主义、民粹派的 "土地与自由的经典传统"和列宁的马克思主义传统之间建立了桥梁。
特卡乔夫对「到人民中去」运动进行了激烈的批判，该运动由成千上万的学生和民粹主义者到农民村落中生活和传教组成。他认为，宣传不可能引发革命，因为"社会进步的规律 "使政权总是得到较富裕农民的支持。因此，他主张发动政变，由革命先锋队夺取政权，然后建立革命专政，开始向社会主义过渡。特卡乔夫认为，夺取政权的时机已经成熟，应该在没有社会力量准备站在政府一边的时候尽快完成，这一点将随着资产阶级和资本主义的发展而出现。
批评书中的一段话中有一句振臂高呼，后来被列宁在1917年10月照搬过来，这段话是这样说的「这就是我们不能等待的原因。这就是为什么我们声称革命是不可或缺的，而且是现在，在这个非常时刻不可或缺的，我们不能允许推迟。现在或者--也许很快--永远不会」。他进一步写道，一个有阴谋的、精英的、有纪律的、集中的、类似于军队的政党，对于革命的成功至关重要，这一点后来也得到了列宁的赞同。

## 腳註
1. ↑  Figes, p. 130.
2. ↑  Figes（2014年），第130页
3. ↑  Figes（2014年），第137页
4. ↑  Deborah（1977年），第17页
5. ↑  Deborah（1977年），第24页
6. ↑  Figes（2014年），第122页
7. ↑  Figes（2014年），第136页
8. ↑  Figes（2014年），第145-146页